# Eopenthes satelles
Eopenthes satelles är en skalbaggsart som beskrevs av Blackburn 1885. Eopenthes satelles ingår i släktet Eopenthes och familjen knäppare. Inga underarter finns listade i Catalogue of Life.